# Josep Pausàs i Margó
Josep Pausàs i Margó   (Santa Coloma de Cervelló, 7 de setembre de 1910 - Zuera, 23 d'agost de 1937) fou un futbolista català de la dècada de 1930.
Jugava de mig dret. Començà la seva carrera futbolística al FC Güell, de la Colònia Güell, a la seva ciutat natal. L'any 1927 ingressà a la UE Sants, on hi romangué durant tres temporades. L'any 1930 fou fitxat pel RCD Espanyol, on jugà durant quatre temporades. Debutà a primera divisió i disputà un total de 66 partits oficials, sumant la Copa d'Espanya i el Campionat de Catalunya.
La temporada 1933-34 patí una greu lesió al genoll deixant la seva participació a la temporada gairebé en blanc. Mai va poder recuperar-se del tot i el mes de novembre de 1934 el club li donà la baixa, retirant-se definitivament del futbol actiu. L'1 de gener de 1935 a Sarrià es va disputar un partit d'homenatge a Pausàs amb un partit Espanyol-Catalunya que acabaria amb el resultat d'empat a tres gols.
Durant la guerra civil va formar part de la 27 divisió, 123 brigada mixta de l'exèrcit republicà que va lluitar Zuera (Saragossa), on va perdre la vida. Finalitzada la guerra, el seu pare va publicar un anunci a La Vanguardia cercant notícies dels seu parador, doncs se n'havia perdut el rastre.